# Sint-Pietersplein
Het Sint-Pietersplein (Italiaans: Piazza San Pietro) is een plein in Vaticaanstad. De Sint-Pietersbasiliek bevindt zich aan het plein. Het is ontworpen in opdracht van Paus Alexander VII door Gian Lorenzo Bernini, die daarbij gebruikgemaakt heeft van een klassieke stijl als een platform gecombineerd met barokke stijlelementen. Het Sint-Pietersplein is gebouwd tussen 1656 en 1667. Het plein is 240 meter breed en de lengte is 340 meter.

## Colonnade
Het plein wordt omringd door 284 Dorische zuilen en 88 pilaren die opgesteld zijn in vier rijen. Op de colonnade (ook wel 'de moederlijke armen der kerk' genoemd) staan 140 beelden van heiligen. De zuilenrijen vormen een ellips (met een binnendiameter van circa 198 meter) die iets wijder uitloopt richting de kerk, zodat deze nog imposanter oprijst. Op het plein kan men zowel links als rechts van de obelisk (richting fonteinen) een ronde steen ingewerkt in de grond zien. Deze stenen zijn de brandpunten van de ellips. Als men hierop staat kan men slechts één zuil zien van de vier rijen van zuilen die achter elkaar staan. Alle zuilen van de colonnade liggen van hieruit op één lijn. Bernini schreef in een van zijn brieven dat de colonnades de armen van Christus die de wereld omhelzen voorstellen.

## Obelisk

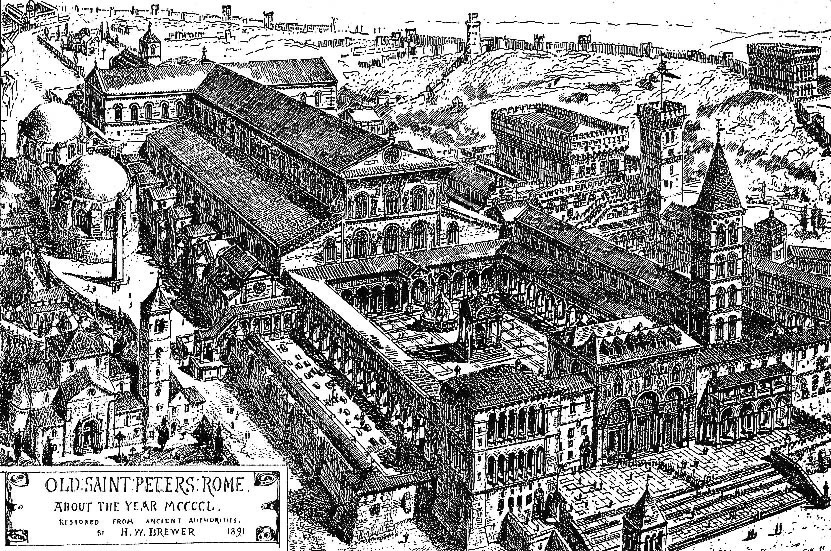
De St Pieterbasiliek rond 1450 met de obelisk links

Midden op het plein staat een Egyptische obelisk die 40 meter hoog is en 340 ton weegt. Deze zogeheten Vaticaanse Obelisk is in 37 n.Chr. uit Egypte naar Rome gebracht door keizer Caligula. De obelisk stond oorspronkelijk in het circus van Nero, waar de oude Sint-Pieterskerk in de 4e eeuw gedeeltelijk overheen werd gebouwd. In 1586 is de obelisk in opdracht van paus Sixtus V en naar een plan van de architect Domenico Fontana 300 meter verplaatst naar het Sint-Pietersplein dat er toen nog anders uitzag. Acht à negenhonderd werklieden hebben toen, met hulp van 75 of 160 paarden en vele katrollen en koorden, de obelisk in vier maanden tijd midden op het plein gezet op een voet van vier enorme bronzen leeuwen. Op 14 september was het karwei geklaard.
Paus Sixtus liet een kruis op de top van de obelisk aanbrengen, zodat die nu 41 meter hoog is. Aan twee zijden zijn inscripties in het Latijn aangebracht: Christus overwint, Christus heerst, Christus beheerst de hele wereld. Christus beschermt zijn volk tegen alle kwaad, en Zie het kruis van de Heer: vlucht, ongelovigen want de leeuw uit de stam van Juda overwint. Marmeren stenen in de vloer rond de obelisk geven de windrichtingen aan.

## Fonteinen
Aan weerszijden van de obelisk staan twee identieke fonteinen. De eerste werd ontworpen door Maderno en werd geplaatst in 1612. De tweede, (1675) is een kopie van de eerste, en werd door Bernini gebouwd om de symmetrie op het plein terug te brengen. Deze fonteinen spuiten 38000 liter/minuut water tot een hoogte van 14 meter de lucht in. Het water komt van het Braccianomeer.

## Activiteiten op het plein

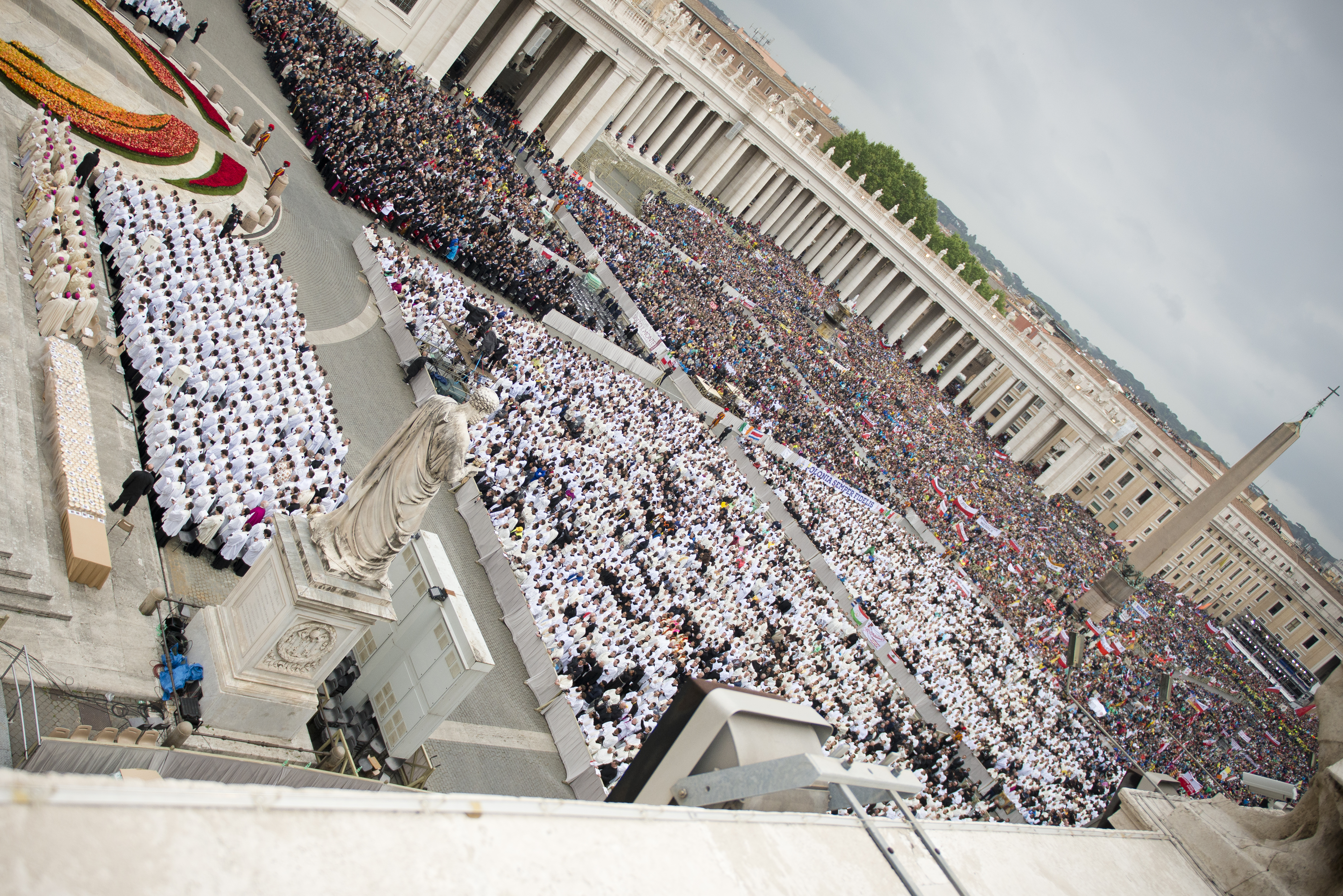
Gevuld Sint-Pietersplein tijdens de heiligverklaring van paus Johannes XXIII en paus Johannes Paulus II

Achter de colonnade aan de rechterkant rijst het pontificaal of Apostolisch paleis op. Wanneer de paus in Vaticaanstad is, bidt hij op zondag om 12.00 uur met de aanwezigen op het plein het angelus en geeft hij de zegen vanuit het raam van zijn werkkamer (tweede raam rechts van de bovenste verdieping). Tijdens conclaven en audiënties van de Paus staat het plein vrijwel altijd vol met mensen. Tijdens een conclaaf is de rook die twee keer per dag uit de schoorsteen van de Sixtijnse Kapel opstijgt vanaf het plein te zien, zodat de mensen vanaf hier kunnen zien of er al dan niet een nieuwe paus is gekozen. Ook staat dan op het plein een groot scherm waarop de schoorsteen is te zien. Hierop kunnen mensen die de schoorsteen zelf niet goed kunnen zien de rook zien. De rook wordt daarnaast ook op TV uitgezonden en gestreamd via internet, zodat ook mensen die niet in Rome zijn kunnen zien of er al dan niet een nieuwe paus is gekozen. Deze rook is zwart als er nog geen paus is gekozen en wit als er wel een nieuwe paus is. Hierbij worden sinds het conclaaf van 2005 ook de klokken van de Sint-Pietersbasiliek geluid. Dit moet verwarring over de kleur van de rook voorkomen, met name als het conclaaf bij daglicht plaatsvindt, wat voorkomt in de lente- of zomermaanden. Hierbij is de kleur van de rook dan vaak moeilijk te zien. Niet lang daarna is de nieuwe paus op het balkon van de Sint-Pietersbasiliek te zien en spreekt hij voor het eerst het urbi et orbi uit. Deze zegen wordt ook uitgesproken met Kerstmis, Pasen en bij andere bijzondere gelegenheden.  
Na het overlijden van de Paus vindt ook de uitvaartdienst plaats op het plein. 
Alle gebeurtenissen op het plein worden ook rechtstreeks op TV uitgezonden, zodat ook de mensen die niet in Rome zijn deze kunnen zien en de Pauselijke zegen in ontvangst kunnen nemen. 
Rond kerstmis staat er midden op het plein een grote kerstboom en kerststal.
Aan de oostzijde grenst het Sint-Pietersplein aan het Piazza Pio XII. De pleinen worden door een laag hek van elkaar gescheiden. Deze scheiding vormt ter plaatse de grens tussen Italië en Vaticaanstad. Aan de overzijde van het Piazza Pio XII begint de Via della Conciliazione, de belangrijkste toegang tot het Vaticaan.